# نيكولاس كابلين
نيكولاس كابلين (بالإنجليزية: Nicholas Caplin)‏ هو ضابط بريطاني، ولد في 4 ديسمبر 1958.